# Glossotrophia montana
Glossotrophia montana là một loài bướm đêm trong họ Geometridae.